# Бевилакуа, Кловис
Кловис Бевила́куа (порт. Clóvis Beviláqua; 4 октября 1859, Висоза-ду-Сеара, Сеара — 26 июля 1944) — бразильский юрист, философ
, историк и журналист.
Бевилакуа учился на юридическом факультете Ресифи (1878—1882) и был профессором гражданского и сравнительного права в Университете Ресифи с 1898 года. Также работал прокурором, членом Учредительного собрания Сеара, государственным секретарём, юрисконсультом Министерства иностранных дел. Он считается отцом-основателем бразильской науки гражданского права, будучи автором Гражданского кодекса Бразилии 1916 года, первый проект которого («Projecto de código civil») он представил в 1899—1900 годах. Он основал и занимал 14-ю кафедру Бразильской академии литературы с 1897 года до своей смерти в 1944 году.
Представитель ресифской школы в философии, Бевилакуа отстаивал идеи эволюционизма и материализма. В опубликованной им в 1883 году в Ресифи «Позитивистской философии в Бразилии» объявил себя «монистом» в противовес сильным в то время в Бразилии мистическим и религиозным тенденциям. Другие его произведения: «Юристы-философы» (Juristes filósofos, 1897), «Наброски и фрагменты» (Esboços e fragmentos, 1899).